# Mihai Zirra
Mihai Zirra, menționat uneori Mihai Zira, (n. 7 iunie 1907 – d. 27 decembrie 1977, București, România) a fost un regizor de teatru român.

## Distincții
- Ordinul Muncii clasa a III-a (7 mai 1954) „pentru merite deosebite în domeniul radiodifuziunii”[3]
- titlul de Maestru Emerit al Artei din Republica Populară Romînă (26 august 1954) „pentru merite excepționale în domeniul dezvoltării artei”[4]
- Ordinul Muncii clasa a II-a (25 martie 1966) „pentru merite deosebite în activitatea artistică”[5]